# Décès en avril 1987
Décès
- 1983
- 1984
- 1985
- 1986
- 1987
- 1988
- 1989
- 1990
- 1991

Pour une information complémentaire, voir la page d'aide.

| Date      | Nom                      | Activités                              | Âge | Source |
| --------- | ------------------------ | -------------------------------------- | --- | ------ |
| 1er avril | Henri Cochet             | joueur de tennis français              | 85  |        |
| 3 avril   | Robert Dalban            | comédien français                      | 83  |        |
| 4 avril   | Chögyam Trungpa Rinpoché | maître du bouddhisme tibétain          | 48  |        |
| 11 avril  | Arnold Deraeymaeker      | joueur et entraîneur de football belge | 70  |        |
| 11 avril  | Primo Levi               | chimiste et écrivain italie            | 67  |        |
| 19 avril  | Paul Maye                | coureur cycliste français              | 73  |        |
| 20 avril  | Antonino Catalano        | coureur cycliste italie                | 54  |        |
| 24 avril  | Alexis Chantraine        | footballeur belge                      | 86  |        |
| 25 avril  | Charlotte May Pierstorff | célébrité américaine                   | 78  |        |
| 27 avril  | Robert Favre Le Bret     | fondateur du Festival de Cannes        | 82  |        |
| 30 avril  | Marc Aaronson            | astronome américain                    | 36  |        |